# 小幡欣治
小幡 欣治（おばた きんじ、1928年6月12日 - 2011年2月17日）は、日本の劇作家。

## 人物
東京市浅草区（現・東京都台東区）出身。東京都立京橋化学工業学校（後の東京都立羽田工業高等学校で、現在の東京都立つばさ総合高等学校）卒業。
元々演劇や文学に傾倒しているわけではなかったが、演劇雑誌の懸賞募集に初めて戯曲を書いて入選したのをきっかけに、1950年に「悲劇喜劇戯曲研究会」に入会。工員、セールスマンなどを務める傍ら演劇界での活動を続け、1956年に「畸生児」で第2回新劇戯曲賞（後の岸田國士戯曲賞）を受賞。菊田一夫の後継者存在とも言われたことがあった。1975年芸術選奨新人賞受賞。それ以降商業演劇だけでなく新劇を手掛け、1999年には第7回「山本安英の会」記念基金に贈られた。
南方熊楠を主人公にその家族とエピソードを描いた「熊楠の家」（1994年に菊田一夫演劇賞大賞を受賞）、正岡子規とその妹の正岡律の家族とエピソードを描いた「根岸庵律女」、有吉佐和子の小説を舞台化した「三婆」、「あかさたな」などがある。
1995年に紫綬褒章を、2001年に勲四等旭日小綬章をそれぞれ受章した。
2010年、「神戸北ホテル」で第13回鶴屋南北戯曲賞受賞。
2011年2月17日午後10時3分、肺癌のため、死去。82歳没。

## 作品
- 「かあちゃん」1976年10月名鉄ホール
- 「あかさたな」
- 「横浜どんたく」
- 「三婆」
- 「遺書」
- 「喜劇・隣人戦争」
- 「熊楠の家」
- 「埠頭」
- 「根岸庵律女」
- 「明石原人」
- 元禄太平記（大河ドラマ）
- 歳月（銀河ドラマ）
- お葬式 1987年5月名鉄ホール

## 著書
- 小幡欣治戯曲集 1 大学書房 1975
- いごっそう段六 日本放送出版協会 1976
- 女の遺産 日本放送出版協会 1979.1
- 熊楠の家・根岸庵律女 戯曲集 早川書房, 2000.4
- 喜劇隣人戦争 戯曲集 講談社 2001.4
- 浅草物語 戯曲集 早川書房 2006.4
- 評伝菊田一夫 岩波書店 2008.1